# William Cobbett

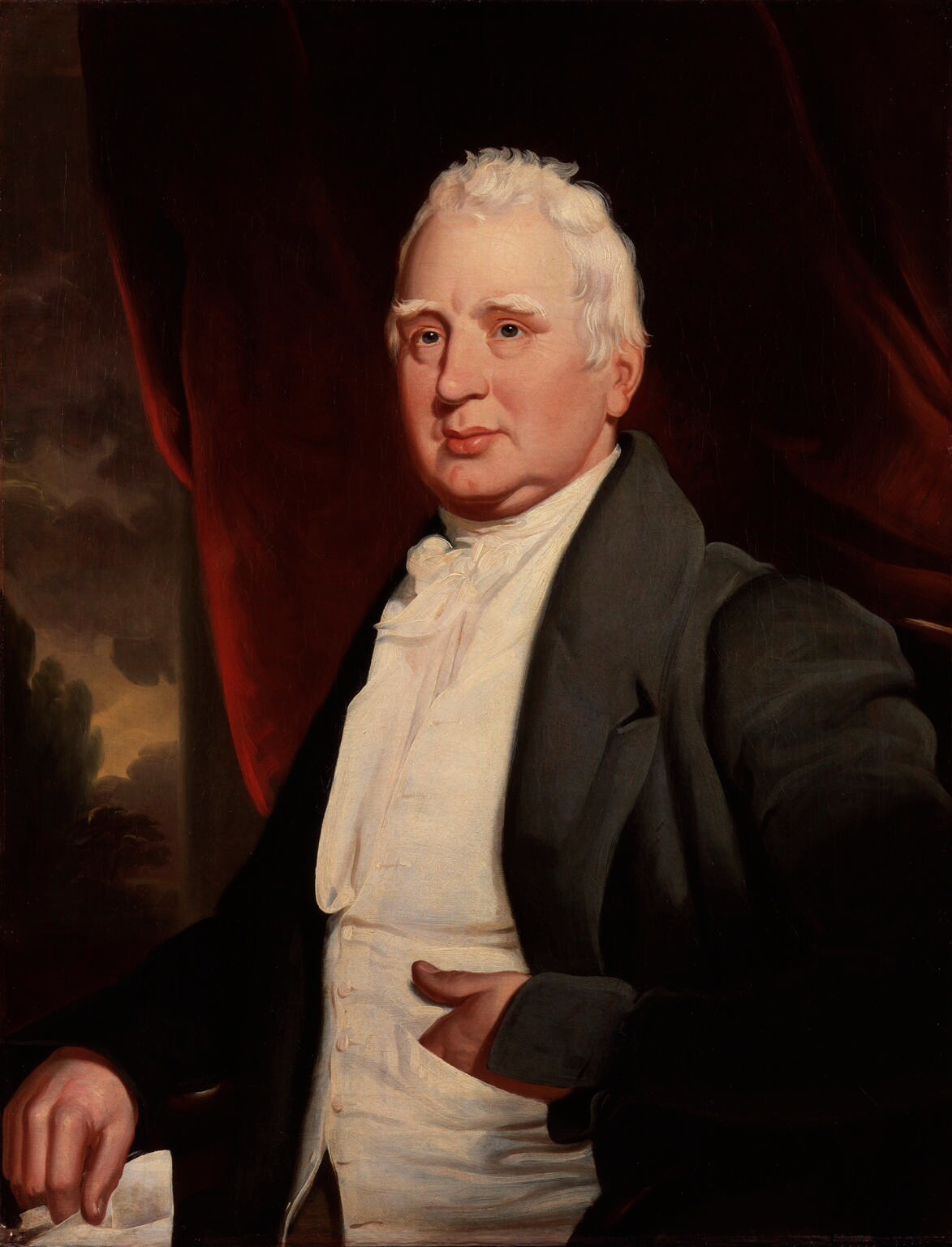
William Cobbett.

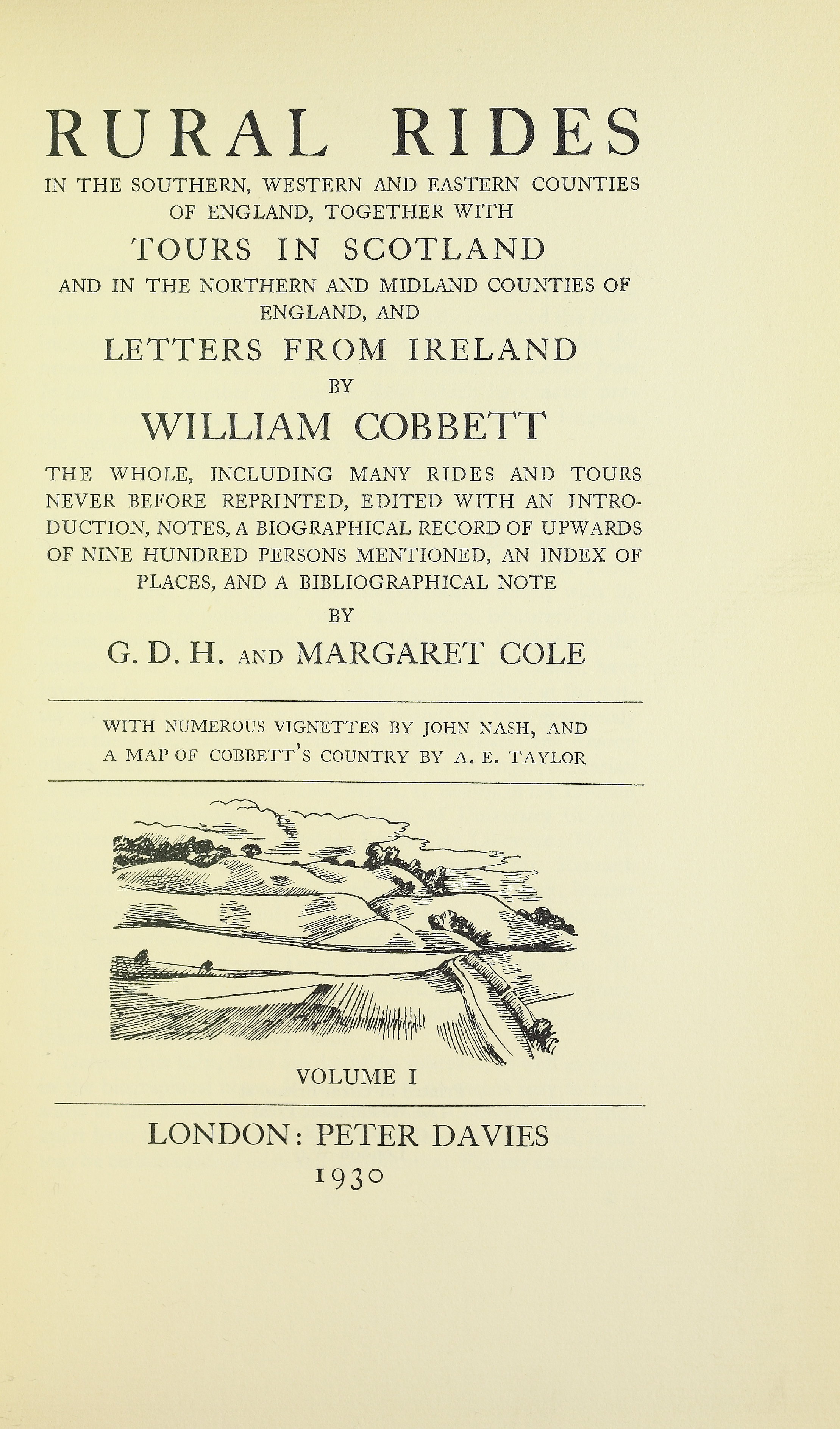
Rural rides in the southern, western and eastern counties of England, 1930.

William Cobbett, född 9 mars 1763 i Farnham, Surrey, död 18 juni 1835 i Normandy, Surrey, var en brittisk publicist, förläggare och politisk agitator.
Cobbett föddes i ett fattigt bondhem. Som ung tog han värvning, men flydde till Amerika efter ett misslyckat försök att avslöja korruptionen i armén. Han verkade här som politisk journalist och författare under pseudonymen Peter Porcupine, och förde en hetsig strid mot tidens radikala idéer. Han återvände till England 1800 och grundade 1802 veckotidskriften The political register som han redigerade till sin död och själv till stor del skrev. Dock skedde från omkring 1805 en omsvängning i hans politiska åskådning, då han från att tidigare varit konservativ, nu blev ultraradikal. Under krisåren efter Napoleonkrigens slut var han en centralfigur i striden för en parlamentsreform med utsträckt rösträtt, den så kallade Chartiströrelsen och hade stort inflytande som ledare för en bredare opposition bland arbetarbefolkningen. 
Cobbet var även vid sidan av sin politiska gärning en produktiv författare. Bland hans verk märks A history of the protestant reformation in England and Ireland (1824-1826), Advice to young men (1829), Rural rides (1830), samt en engelsk grammatik. Som förläggare påbörjade han de viktiga serierna Parliamentary debates (41 band, 1804-20), Parliamentary history of England (36 band, 1806-1820) och Collection of state trials (3 band, 1809-1810).
Ett urval av Cobbetts politiska skrifter i 6 band utgavs 1835-1836 av hans son.